# Schizotetranychus youngi
Schizotetranychus youngi är en spindeldjursart som beskrevs av Tseng 1975. Schizotetranychus youngi ingår i släktet Schizotetranychus och familjen Tetranychidae. Inga underarter finns listade i Catalogue of Life.